# Стабулниеки
Ста́булниеки (латыш. Stabulnieki) — населённый пункт в Прейльском крае Латвии. Административный центр Стабулниекской волости. Находится у региональной автодороги P58 (Виляны—Прейли—Шпоги). Расстояние до города Прейли составляет около 16 км.
По данным на 2018 год, в населённом пункте проживало 248 человек. Есть дом отдыха, почта, начальная школа, фельдшерский и акушерский пункт.

## История
В советское время населённый пункт был центром Стабулниекского сельсовета Прейльского района. В селе располагалась центральная усадьба колхоза им. Кирова.

## Население
Динамика населения:
| Год     | 1989 | 2000 | 2015 | 2018 |
| ------- | ---- | ---- | ---- | ---- |
| Жителей | 387  | 361  | 287  | 248  |